# チュウヒダカ
チュウヒダカ(沢鵟鷹、学名:Polyboroides typus)は、タカ目タカ科に分類される鳥類の一種。サブサハラアフリカに分布する。チュウヒダカ属(カメンダカ属)は本種とマダガスカルチュウヒダカの2種から成る。

## 形態

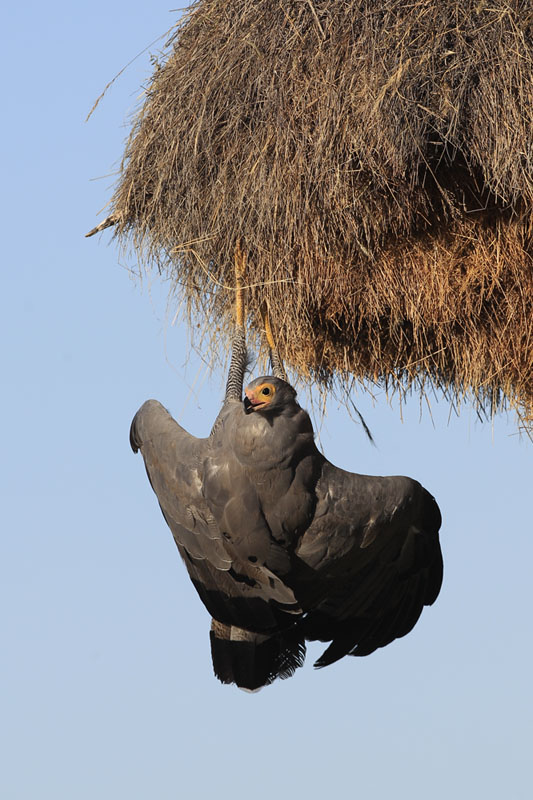
シャカイハタオリの巣を襲う様子。ナミビアで撮影

中型の猛禽類で、体長は約65cm。上半身、頭、胸は淡い灰色で、腹部は白く、細かい黒色の縞模様がある。幅広い翼は淡い灰色で、後縁は黒く、細い白線で縁取られる。尾は黒色で、幅広の白線が1本ある。顔の皮膚は赤か黄色である。雌雄は似るが、幼鳥は体色が淡い茶色で、黒色の部分が暗褐色となる。くちばしは黒く短いが、かぎ状に曲がっているため獲物を食いちぎりやすい形になっている。脚は長く黄色い。多くの鳥類は脚を一方向にしか曲げることができないが、チュウヒダカはかかとにあたる関節が柔軟なため、足首を逆方向にも曲げられる。これにより通常は届かない穴や割れ目にいる獲物を捕らえることができる。類似した脚の構造と行動は、南アメリカのセイタカノスリにも見られ、収斂進化の例である。口笛のようなスースースーという鳴き声である。

## 分布と生息地
サハラ砂漠以南では一般的な猛禽類で、西アフリカの熱帯地域に最も多く、東アフリカや南部アフリカではあまり見られない。生息地の好みがあり、中央アフリカ共和国の保護区では、密林、森林の端、河岸、農地、人里に生息する。都市部や農村部でも生息することができ、ギニアビサウ東部の伝統的な農村では最も一般的な猛禽類の1つである。都市部や都会の庭園にあるヤシの木で繁殖することも知られている。

## 生態

### 摂餌
猛禽類では珍しく雑食であり、小型の脊椎動物を捕食するほか、アブラヤシの実を食べることが知られている。翼と足を使って木に登り、二つの関節がある柔軟で長い脚を用いてハバシゴシキドリ科やモリヤツガシラ科などの木の洞に巣を作る鳥を襲撃し、卵や雛を捕食する。外来種のドバト、イエスズメ、トウブハイイロリスなどを捕食することが知られている。
低空飛行、高空飛行、止まり木、樹冠と地上での採餌という4つの異なる狩猟方法を行う。低空飛行は、最も一般的に行われる方法である。樹冠近くを飛ぶと、小型のスズメ目の鳥が攻撃してくることがある。チュウヒダカはこれらの鳥の巣を見つけるために、襲撃が和らぐと方向転換する。小鳥が最も攻撃的である場所を見つけると、チュウヒダカは巣を探し始める。開けた場所では最大100 mの高さまで飛ぶ高空飛行を行い、爬虫類を探す。獲物を見つけると、獲物が居た植物のすぐ上の高さまで素早く降りる。止まり木での狩りは、直翅目を含めた昆虫などの無脊椎動物を狩るのによく使われる。樹冠と地上での採餌では、地上を歩いたり、樹冠の枝の間を移動したりして獲物を探し、木と地上の割れ目や穴の中の獲物を食べる。

### 繁殖
地域によって繁殖期は異なる。ナイジェリアでは繁殖期は3月から8月である。南半球では夏が繁殖期であり、南アフリカ共和国では11月から12月、ザンビア、マラウイ、ジンバブエでは9月から11月である。
一般的には大きな木に巣が作られ、時には岩場やその上に作られる。巣は円形で、木では樹幹の下の枝分かれ部分に作られることが多い。巣は数回の繁殖期に使用されることがあり、他の猛禽類と同様に比較的大きく、幅0.75 m、深さ0.2 mである。巣は小枝で作られ、巣の近くの木の葉で裏打ちされる。1回の産卵で1 - 3個の卵を産む。子育ては雌雄で行い、雛鳥は35日間の抱卵期間を経て孵化し、生後7週間程で飛べるようになるが、雛鳥たちが共食いをするため基本的に一羽しか生存しない。
求愛の際はつがいの一方または両方が鳴きながらゆっくりと高い場所を飛ぶ。雄が単独で飛ぶときは、波打つように飛び、羽ばたくことがよくある。つがいが一緒に飛ぶときは、雄が雌に向かって急降下し、爪で雌の背中に触れ、雌がひっくり返って雄の爪に触れたという記録がある。

## ギャラリー

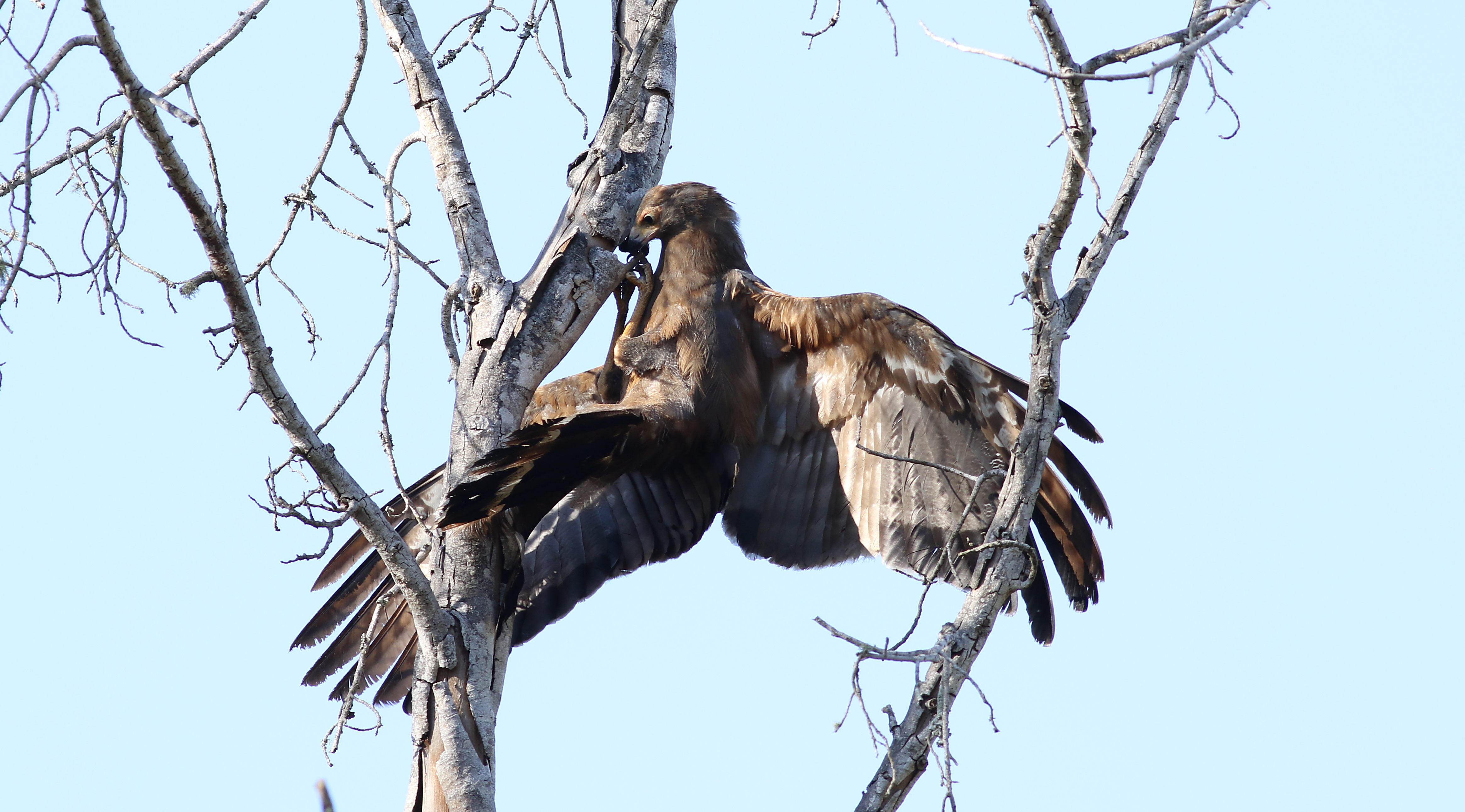
木の皮の中の生物を探す幼鳥
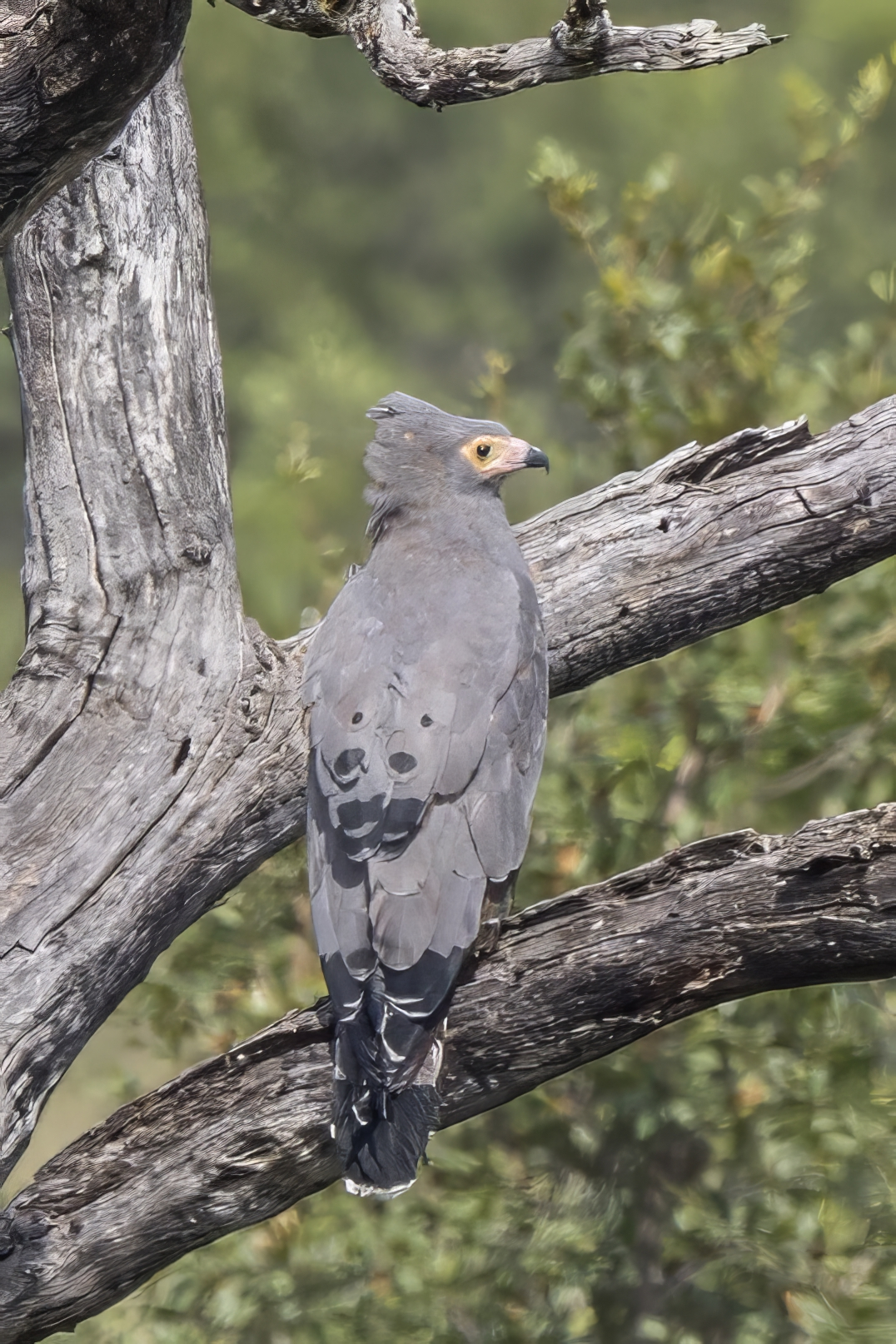
背面
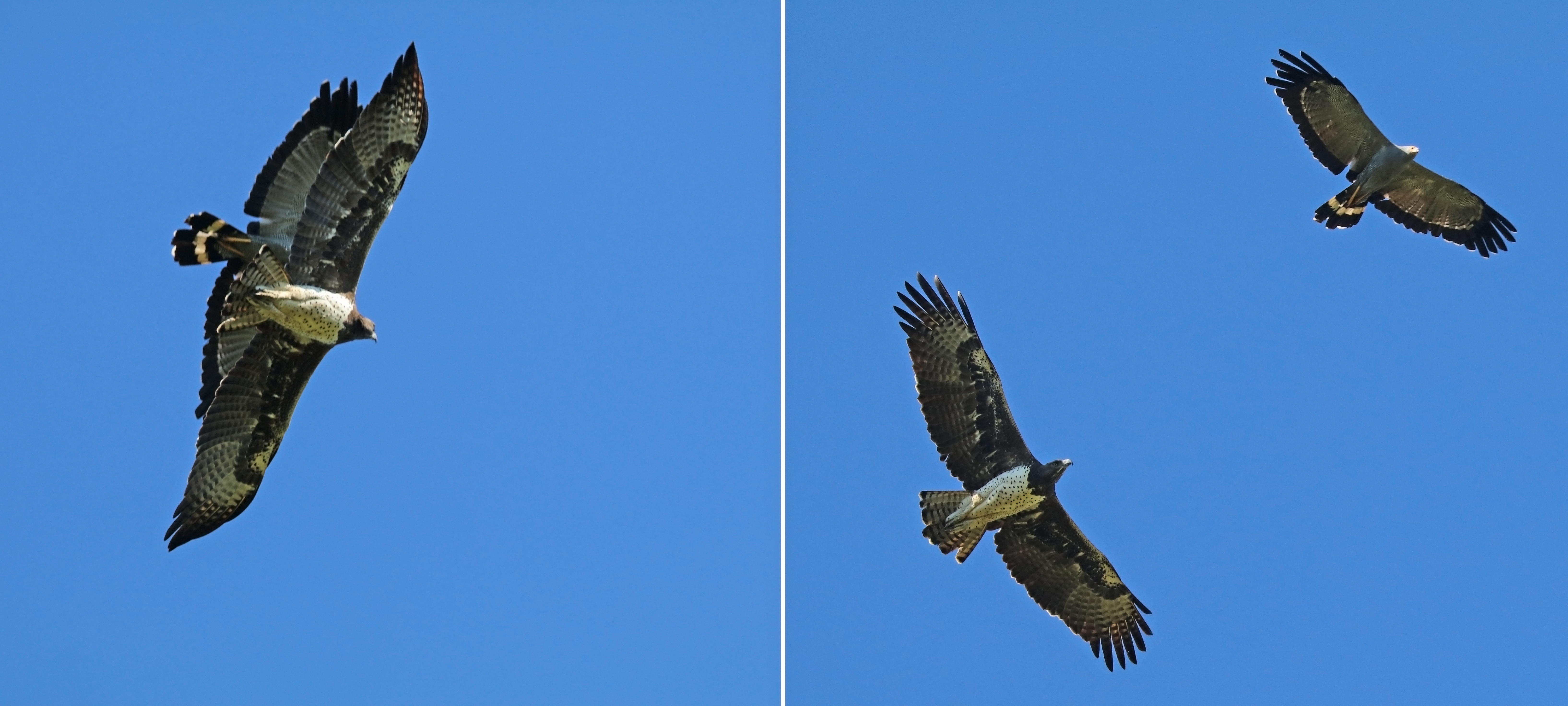
ゴマバラワシと飛ぶ個体
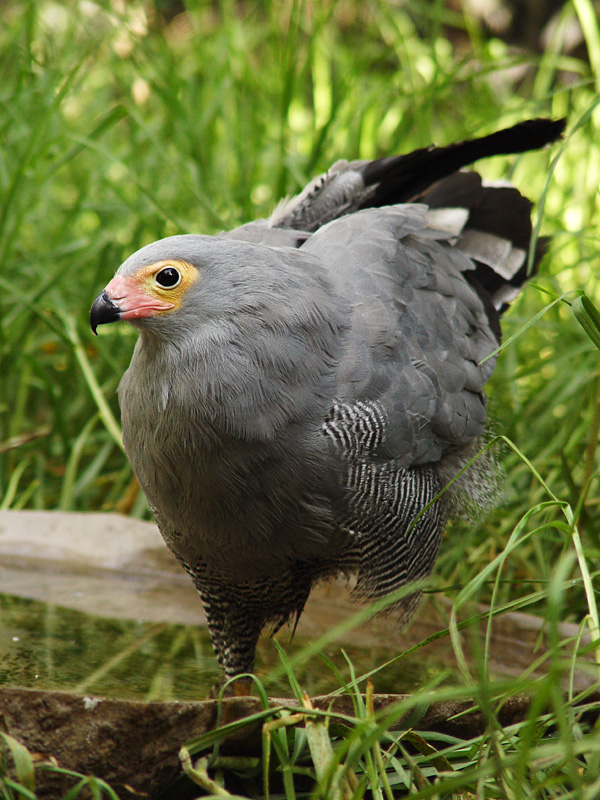
頭部